# Paris Mai (album)
Pour l’article homonyme, voir Paris Mai (chanson).
Albums par Claude Nougaro
Petit Taureau
(1967) Une soirée avec Claude Nougaro
(1969)
Compilations par Claude Nougaro
Les Grands Auteurs et Compositeurs interprètes
(1964) Grand Angle sur... Nougaro
(1994)
Paris Mai est une compilation de Claude Nougaro, elle sort en 1968 sous le label Philips.

## Autour de la compilation
- Référence originale : 33 tours Philips 844 709

- Les titres Paris Mai et La pluie fait des claquettes sont initialement parus en 1968 sur le 45 tours Philips 370 747.
- La Mutation est paru en 1966 sur le super 45 tours Philips 437 265.
- Annie couche-toi là, Toulouse, Petit Taureau, À tes seins, Berceuse à pépé, Les Craquantes sont issus de l'album Petit Taureau sorti en 1967.
- Quatre boules de cuir et La Maîtresse sont sortis en 1968 sur le 45 tours Philips 370 469.
- Chanson pour le maçon est paru en 1965 sur le super 45 tours Philips 437 153.

## Titres
| 1.  | Paris Mai (Flomela)            | Claude Nougaro                 | Eddy Louiss                       | 5:59 |
| 2.  | La pluie fait des claquettes   | Claude Nougaro                 | Claude Nougaro - Maurice Vander   | 3:16 |
| 3.  | La Mutation                    | Claude Nougaro                 | Claude Nougaro - Maurice Vander   | 2:40 |
| 4.  | Annie couche-toi là            | Claude Nougaro                 | Claude Nougaro - Maurice Vander   | 2:53 |
| 5.  | Quatre boules de cuir          | Claude Nougaro                 | Claude Nougaro                    | 2:45 |
| 6.  | La Maîtresse                   | Claude Nougaro - Simone Chabry | D. Dadi                           | 2:40 |
| 7.  | Toulouse                       | Claude Nougaro                 | Claude Nougaro - Kenneth Chambers | 4:22 |
| 8.  | Petit Taureau                  | Claude Nougaro                 | Claude Nougaro - Maurice Vander   | 2:32 |
| 9.  | À tes seins (« Saint Thomas ») | Claude Nougaro                 | Sonny Rollins                     | 2:00 |
| 10. | Berceuse à pépé                | Claude Nougaro                 | Claude Nougaro - Maurice Vander   | 3:31 |
| 11. | Les Craquantes                 | Claude Nougaro                 | Claude Nougaro - Maurice Vander   | 2:18 |
| 12. | Chanson pour le maçon          | Claude Nougaro                 | Jacques Datin                     | 2:45 |